# Alte Falknerei (Weimar)

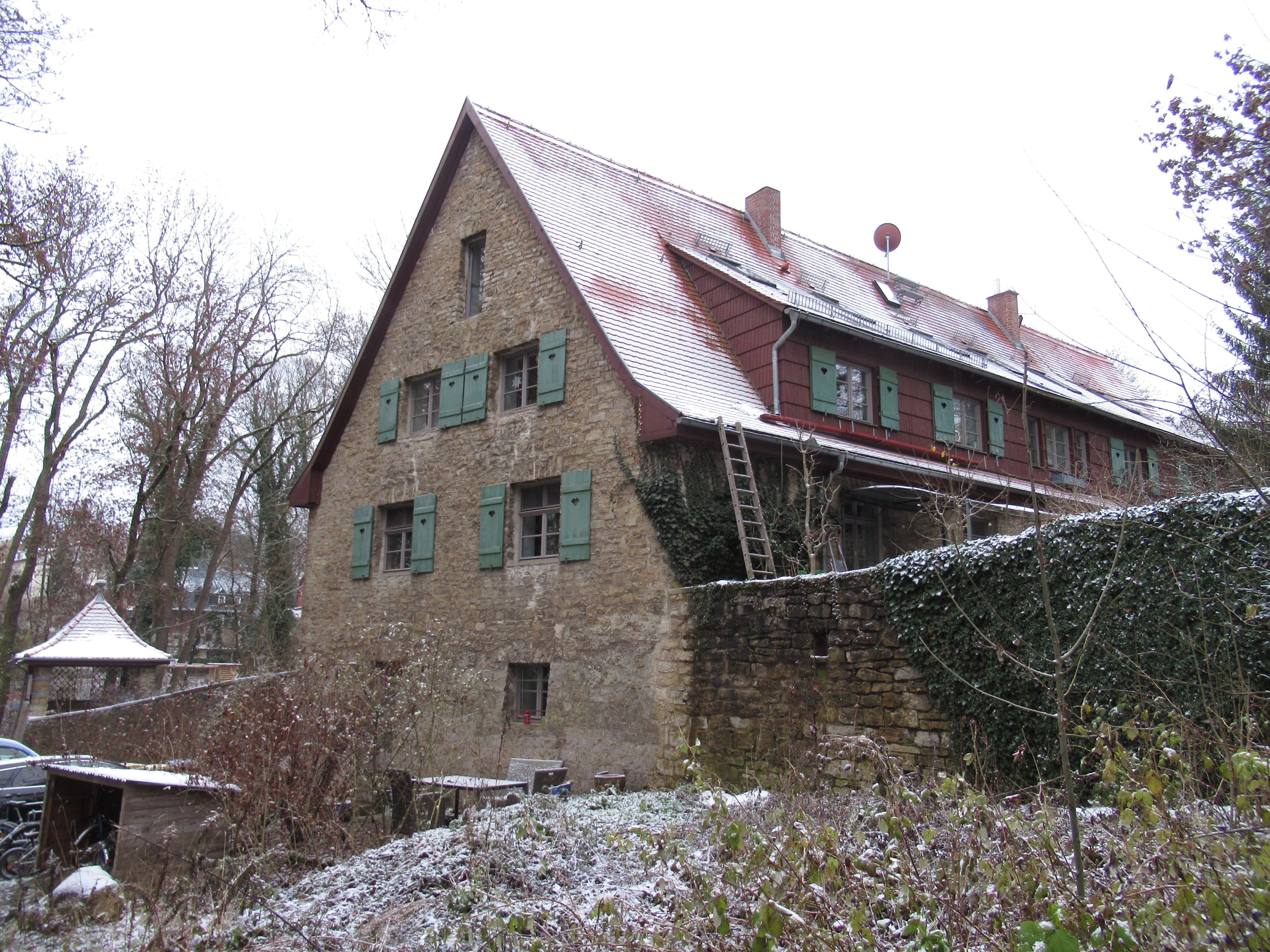
Sogenannte Alte Falknerei in Weimar

Das Haus Berkaer Straße 4 trägt den Namen Alte Falknerei und wird heute als Ferienwohnung genutzt.

## Geschichte
Die Bezeichnung für das außerhalb des Historischen Friedhofs stehende Gebäude ist irreführend, da es einst Wohnhaus der Friedhofswärter war, wie es auch in der Weimarer Denkmalliste angegeben ist. Dieses Gebäude, ausgelegt für sieben Familien, ist umgeben von einer Mauer, auch der Friedhofsmauer, und besitzt einen Pavillon. Einem alten Stadtplan von 1915 zufolge war der Bereich des sogenannten Neuen Friedhofs noch nicht existent, ebenso das hier beschriebene Gebäude. Es ist demzufolge jünger als sein äußeres Erscheinungsbild suggeriert. Tatsächlich ist das des im Heimatstil errichtete Haus 1922 nach dem Entwurf des Weimarer Stadtbauamtes entstanden. Auffällig sind seine Travertinfassaden, die das Haus älter erscheinen lassen als es in Wirklichkeit ist.
Dieses Gebäude steht auf der Liste der Kulturdenkmale in Weimar (Sachgesamtheiten und Ensembles).